# F3 Euro Series 2007
L'annata 2007 delle F3 Euro Series ha avuto inizio il 20 aprile all'Hockenheimring e ha visto conquistato il titolo dal pilota svizzero Romain Grosjean che correva con una licenza francese. 

## Piloti e team
| Elenco partecipanti | Elenco partecipanti  | Elenco partecipanti    | Elenco partecipanti  | Elenco partecipanti | Elenco partecipanti |
| #                   | Pilota               | Nazionalità            | Team                 | Telaio              | Motore              |
| ------------------- | -------------------- | ---------------------- | -------------------- | ------------------- | ------------------- |
| 1                   | Kamui Kobayashi      | Giappone (bandiera)    | ASM Formule 3        | Dallara F305        | Mercedes            |
| 2                   | Romain Grosjean      | Francia (bandiera)     | ASM Formule 3        | Dallara F305        | Mercedes            |
| 3                   | Franck Mailleux      | Francia (bandiera)     | Manor Motorsport     | Dallara F305        | Mercedes            |
| 4                   | James Jakes          | Regno Unito (bandiera) | Manor Motorsport     | Dallara F305        | Mercedes            |
| 5                   | Sergey Afanasyev     | Russia (bandiera)      | HBR Motorsport       | Dallara F305        | Mercedes            |
| 6                   | Filip Salaquarda     | Rep. Ceca (bandiera)   | HBR Motorsport       | Dallara F306        | Mercedes            |
| 7                   | Sébastien Buemi      | Svizzera (bandiera)    | ASL Mücke Motorsport | Dallara F305        | Mercedes            |
| 8                   | Edoardo Piscopo      | Italia (bandiera)      | ASL Mücke Motorsport | Dallara F305        | Mercedes            |
| 9                   | Jean Karl Vernay     | Francia (bandiera)     | Signature-Plus       | Dallara F306        | Mercedes            |
| 10                  | Yann Clairay         | Francia (bandiera)     | Signature-Plus       | Dallara F305        | Mercedes            |
| 12                  | Tim Sandtler         | Germania (bandiera)    | Jo Zeller Racing     | Dallara F306        | Mercedes            |
| 16                  | Renger van der Zande | Paesi Bassi (bandiera) | Prema Powerteam      | Dallara F306        | Mercedes            |
| 18                  | Michael Patrizi      | Australia (bandiera)   | Prema Powerteam      | Dallara F306        | Mercedes            |
| 19                  | Nico Hülkenberg      | Germania (bandiera)    | ASM Formule 3        | Dallara F305        | Mercedes            |
| 20                  | Tom Dillmann         | Francia (bandiera)     | ASM Formule 3        | Dallara F306        | Mercedes            |
| 21                  | Cyndie Allemann      | Svizzera (bandiera)    | Manor Motorsport     | Dallara F306        | Mercedes            |
| 22                  | Yelmer Buurman       | Paesi Bassi (bandiera) | Manor Motorsport     | Dallara F305        | Mercedes            |
| 23                  | Dani Clos            | Spagna (bandiera)      | Signature-Plus       | Dallara F305        | Mercedes            |
| 24                  | Edoardo Mortara      | Italia (bandiera)      | Signature-Plus       | Dallara F305        | Mercedes            |
| 26                  | Harald Schlegelmilch | Lettonia (bandiera)    | HS Technik           | Dallara F306        | Mercedes            |
| 28                  | Marco Holzer         | Germania (bandiera)    | AM-Holzer Rennsport  | Dallara F305        | Opel *              |
| 30                  | Basil Shaaban        | Libano (bandiera)      | HBR Motorsport       | Dallara F306        | Mercedes            |

- Il team AM-Holzer Rennsport ha cambiato dal motore Speiss-Opel a quello VW dalla settima gara.

## Gare
01. Hockenheim ( Germania) (20-22/04/2007)
Polesitter: Sébastien Buemi ( Svizzera) - Dallara 307-Mercedes - Mücke) in 1'33.702
Ordine d'arrivo Gara 1: (25 giri - 114,350 km)
1. Sébastien Buemi ( Svizzera) Dallara 307-Mercedes - Mücke) in 39'47.412
2. Nico Hülkenberg ( Germania) Dallara 307-Mercedes - ASM) a 3"935
3. Franck Mailleux ( Francia) Dallara 307-Mercedes - Manor) a 7"802
4. Renger Van der Zande ( Paesi Bassi) Dallara 307-Mercedes - Prema) a 10"643
5. Romain Grosjean ( Svizzera) Dallara 307-Mercedes - ASM) a 11"137
6. Edoardo Mortara ( Italia) Dallara 307-Mercedes - Signature) a 19"014
7. Jean-Karl Vernay ( Francia) Dallara 307-Mercedes - Signature) a 19"640
8. Yelmer Buurman ( Paesi Bassi) Dallara 307-Mercedes - Manor) a 22"996
9. Dani Clos ( Spagna) Dallara 307-Mercedes - Signature) a 23"949
10. Kamui Kobayashi ( Giappone) Dallara 307-Mercedes - ASM) a 24"577

Ordine d'arrivo Gara 2: (25 giri - 114,350 km)
1. Romain Grosjean ( Svizzera) Dallara 307-Mercedes - ASM) in 40'39"889
2. Yelmer Buurman ( Paesi Bassi) Dallara 307-Mercedes - Manor) a 4"864
3. Sébastien Buemi ( Svizzera) Dallara 307-Mercedes - Mücke) a 5"455
4. Jean-Karl Vernay ( Francia) Dallara 307-Mercedes - Signature) a 6"442
5. James Jakes ( Regno Unito) Dallara 307-Mercedes - Manor) a 7"908
6. Franck Mailleux ( Francia) Dallara 307-Mercedes - Manor) a 8"658
7. Nico Hülkenberg ( Germania) Dallara 307-Mercedes - ASM) a 9"109
8. Edoardo Mortara ( Italia) Dallara 307-Mercedes - Signature) a 9"510
9. Dani Clos ( Spagna) Dallara 307-Mercedes - Signature) a 16"230
10. Kamui Kobayashi ( Giappone) Dallara 307-Mercedes - ASM) a 20"443

02. Brands Hatch (circuito Indy) ( Regno Unito) (08-10/06/2007)
Polesitter: James Jakes ( Regno Unito) - Dallara 307-Mercedes - Manor) in 41.704
Ordine d'arrivo Gara 1: (54 giri - 106,596 km)
1. Romain Grosjean ( Svizzera) Dallara 307-Mercedes - ASM) in 40'40.093
2. James Jakes ( Regno Unito) Dallara 307-Mercedes - Manor) a 1"139
3. Kamui Kobayashi ( Giappone) Dallara 307-Mercedes - ASM) a 8"541
4. Nico Hülkenberg ( Germania) Dallara 307-Mercedes - ASM) a 9"300
5. Tim Sandtler ( Germania) Dallara 307-Mercedes - Zeller) a 14"146
6. Yelmer Buurman ( Paesi Bassi) Dallara 307-Mercedes - Manor) a 14"565
7. Sébastien Buemi ( Svizzera) Dallara 307-Mercedes - Mücke) a 15"106
8. Edoardo Mortara ( Italia) Dallara 307-Mercedes - Signature) a 25"823
9. Yann Clairay ( Francia) Dallara 307-Mercedes - Signature) a 26"711
10. Tom Dillmann ( Francia) Dallara 307-Mercedes - ASM) a 27"525

Ordine d'arrivo Gara 2: (55 giri - 108,570 km)
1. Edoardo Mortara ( Italia) Dallara 307-Mercedes - Signature) in 40'25.471
2. Sébastien Buemi ( Svizzera) Dallara 307-Mercedes - Mücke) a 0"631
3. Kamui Kobayashi ( Giappone) Dallara 307-Mercedes - ASM) a 1"616
4. Yelmer Buurman ( Paesi Bassi) Dallara 307-Mercedes - Manor) a 8"780
5. Tim Sandtler ( Germania) Dallara 307-Mercedes - Zeller) a 9"536
6. Nico Hülkenberg ( Germania) Dallara 307-Mercedes - ASM) a 9"865
7. Yann Clairay ( Francia) Dallara 307-Mercedes - Signature) a 14"498
8. James Jakes ( Regno Unito) Dallara 307-Mercedes - Manor) a 16"029
9. Tom Dillmann ( Francia) Dallara 307-Mercedes - ASM) a 19"771
10. Edoardo Piscopo ( Italia) Dallara 307-Mercedes - Mücke) a 23"663

03. Norisring ( Germania) (22-24/06/2007)
Polesitter: Sébastien Buemi ( Svizzera) - Dallara 307-Mercedes - Mücke) in 49.416
Ordine d'arrivo Gara 1:
1. Romain Grosjean ( Svizzera) Dallara 307-Mercedes - ASM) in 40'21.592
2. Sébastien Buemi ( Svizzera) Dallara 307-Mercedes - Mücke) a 3"212
3. Edoardo Mortara ( Italia) Dallara 307-Mercedes - Signature) a 6"429
4. Tom Dillmann ( Francia) Dallara 307-Mercedes - ASM) a 8"793
5. Filip Salaquarda ( Rep. Ceca) Dallara 307-Mercedes - HBR) a 15"870
6. Jean-Karl Vernay ( Francia) Dallara 307-Mercedes - Signature) a 15"943
7. James Jakes ( Regno Unito) Dallara 307-Mercedes - Manor) a 16"227
8. Yelmer Buurman ( Paesi Bassi) Dallara 307-Mercedes - Manor) a 1 giro
9. Kamui Kobayashi ( Giappone) Dallara 307-Mercedes - ASM) a 1 giro
10. Tim Sandtler ( Germania) Dallara 307-Mercedes - Zeller) a 1 giro

Ordine d'arrivo Gara 2: (46 giri - 105,800 km)
1. Nico Hülkenberg ( Germania) Dallara 307-Mercedes - ASM) in 40'45.567
2. Sébastien Buemi ( Svizzera) Dallara 307-Mercedes - Mücke) a 6"608
3. Tom Dillmann ( Francia) Dallara 307-Mercedes - ASM) a 14"164
4. Yelmer Buurman ( Paesi Bassi) Dallara 307-Mercedes - Manor) a 15"968
5. James Jakes ( Regno Unito) Dallara 307-Mercedes - Manor) a 35"967
6. Michael Patrizi ( Australia) Dallara 307-Mercedes - Prema) a 36"507
7. Marco Holzer ( Germania) Dallara 307-Opel - Holzer) a 37"140
8. Franck Mailleux ( Francia) Dallara 307-Mercedes - Manor) a 37"651
9. Harald Schlegelmilch ( Lettonia) Dallara 307-Mercedes - HS) a 38"888
10. Dani Clos ( Spagna) Dallara 307-Mercedes - Signature) a 45"292

04. Magny-Cours ( Francia) (29/06-01/07/2007)
Polesitter: Kamui Kobayashi ( Giappone) - Dallara 307-Mercedes - ASM) in 1'33.323
Ordine d'arrivo Gara 1: (16 giri - 70,576 km)
1. Kamui Kobayashi ( Giappone) Dallara 307-Mercedes - ASM) in 25'01.620
2. Romain Grosjean ( Svizzera) Dallara 307-Mercedes - ASM) a 6"564
3. Sébastien Buemi ( Svizzera) Dallara 307-Mercedes - Mücke) a 6"878
4. Yann Clairay ( Francia) Dallara 307-Mercedes - Signature) a 13"784
5. Franck Mailleux ( Francia) Dallara 307-Mercedes - Manor) a 14"211
6. James Jakes ( Regno Unito) Dallara 307-Mercedes - Manor) a 14"631
7. Yelmer Buurman ( Paesi Bassi) Dallara 307-Mercedes - Manor) a 15"062
8. Jean-Karl Vernay ( Francia) Dallara 307-Mercedes - Signature) a 19"528
9. Tom Dillmann ( Francia) Dallara 307-Mercedes - ASM) a 22"733
10. Tim Sandtler ( Germania) Dallara 307-Mercedes - Zeller) a 30"649

Ordine d'arrivo Gara 2: (15 giri - 66,165 km)
1. James Jakes ( Regno Unito) Dallara 307-Mercedes - Manor) in 25'39.141
2. Jean-Karl Vernay ( Francia) Dallara 307-Mercedes - Signature) a 3"338
3. Yelmer Buurman ( Paesi Bassi) Dallara 307-Mercedes - Manor) a 3"739
4. Franck Mailleux ( Francia) Dallara 307-Mercedes - Manor) a 4"442
5. Esteban Guerrieri ( Argentina) Mygale-Mercedes - Ultimate) a 5"600
6. Tim Sandtler ( Germania) Dallara 307-Mercedes - Zeller) a 7"034
7. Romain Grosjean ( Svizzera) Dallara 307-Mercedes - ASM) a 7"447
8. Renger Van der Zande ( Paesi Bassi) Dallara 307-Mercedes - Prema) a 7"904
9. Kamui Kobayashi ( Giappone) Dallara 307-Mercedes - ASM) a 11"003
10. Dani Clos ( Spagna) Dallara 307-Mercedes - Signature) a 11"652

05. Mugello ( Italia) (13-15/07/2007)
Polesitter: Romain Grosjean ( Svizzera) - Dallara 307-Mercedes - ASM) in 1'41.485
Ordine d'arrivo Gara 1: (21 giri - 110,145 km)
1. Romain Grosjean ( Svizzera) Dallara 307-Mercedes - ASM) in 36'45.924
2. Kamui Kobayashi ( Giappone) Dallara 307-Mercedes - ASM) a 16"312
3. Sébastien Buemi ( Svizzera) Dallara 307-Mercedes - Mücke) a 19"013
4. James Jakes ( Regno Unito) Dallara 307-Mercedes - Manor) a 19"672
5. Jean-Karl Vernay ( Francia) Dallara 307-Mercedes - Signature) a 20"964
6. Franck Mailleux ( Francia) Dallara 307-Mercedes - Manor) a 22"124
7. Dani Clos ( Spagna) Dallara 307-Mercedes - Signature) a 26"561
8. Renger Van der Zande ( Paesi Bassi) Dallara 307-Mercedes - Prema) a 28"173
9. Edoardo Mortara ( Italia) Dallara 307-Mercedes - Signature) a 30"033
10. Cyndie Allemann ( Svizzera) Dallara 307-Mercedes - Manor) a 34"058

Ordine d'arrivo Gara 2: (21 giri - 110,145 km)
1. Franck Mailleux ( Francia) Dallara 307-Mercedes - Manor) in 39'43.703
2. Romain Grosjean ( Svizzera) Dallara 307-Mercedes - ASM) a 3"445
3. Renger Van der Zande ( Paesi Bassi) Dallara 307-Mercedes - Prema) a 10"256
4. Kamui Kobayashi ( Giappone) Dallara 307-Mercedes - ASM) a 12"869
5. Sébastien Buemi ( Svizzera) Dallara 307-Mercedes - Mücke) a 18"357
6. Yelmer Buurman ( Paesi Bassi) Dallara 307-Mercedes - Manor) a 21"473
7. Yann Clairay ( Francia) Dallara 307-Mercedes - Signature) a 23"549
8. Tom Dillmann ( Francia) Dallara 307-Mercedes - ASM) a 24"588
9. Edoardo Piscopo ( Italia) Dallara 307-Mercedes - Mücke) a 29"204
10. Tim Sandtler ( Germania) Dallara 307-Mercedes - Zeller) a 31"258

06. Zandvoort ( Paesi Bassi) (27-29/07/2007)
Polesitter: Romain Grosjean ( Svizzera) - Dallara 307-Mercedes - ASM) in 1'32.290
Ordine d'arrivo Gara 1: (26 giri - 111,982 km)
1. Romain Grosjean ( Svizzera) Dallara 307-Mercedes - ASM) in 40'59.489
2. Kamui Kobayashi ( Giappone) Dallara 307-Mercedes - ASM) a 0"850
3. Sébastien Buemi ( Svizzera) Dallara 307-Mercedes - Mücke) a 8"831
4. Yann Clairay ( Francia) Dallara 307-Mercedes - Signature) a 15"875
5. Franck Mailleux ( Francia) Dallara 307-Mercedes - Manor) a 17"170
6. Nico Hülkenberg ( Germania) Dallara 307-Mercedes - ASM) a 17"626
7. Yelmer Buurman ( Paesi Bassi) Dallara 307-Mercedes - Manor) a 19"864
8. James Jakes ( Regno Unito) Dallara 307-Mercedes - Manor) a 20"170
9. Renger Van der Zande ( Paesi Bassi) Dallara 307-Mercedes - Prema) a 37"880
10. Filip Salaquarda ( Rep. Ceca) Dallara 307-Mercedes - HBR) a 43"754

Ordine d'arrivo Gara 2: (23 giri - 99,061 km)
1. Nico Hülkenberg ( Germania) Dallara 307-Mercedes - ASM) in 41'23.407
2. Sébastien Buemi ( Svizzera) Dallara 307-Mercedes - Mücke) a 9"987
3. Romain Grosjean ( Svizzera) Dallara 307-Mercedes - ASM) a 16"373
4. Tom Dillmann ( Francia) Dallara 307-Mercedes - ASM) a 31"129
5. Renger Van der Zande ( Paesi Bassi) Dallara 307-Mercedes - Prema) a 33"289
6. James Jakes ( Regno Unito) Dallara 307-Mercedes - Manor) a 35"241
7. Jean-Karl Vernay ( Francia) Dallara 307-Mercedes - Signature) a 43"257
8. Franck Mailleux ( Francia) Dallara 307-Mercedes - Manor) a 1'23"037
9. Harald Schlegelmilch ( Lettonia) Dallara 307-Mercedes - HS) a 1'30"326
10. Edoardo Mortara ( Italia) Dallara 307-Mercedes - Signature) a 1'33"724

07. Nürburgring ( Germania) (31/08-02/09/2007)
08. Montmelò ( Spagna) (21-23/09/2007)
09. Nogaro ( Francia) (28-30/09/2007)
10. Hockenheim ( Germania) (12-14/10/2007)

## Risultati finali
Legenda: I risultati in grassetto indicano anche la pole position
|  | 1 posto |  | 2 posto |  | 3 posto |  | Classificazione a punti |  | Classificazione non a punti |  | Ritiro in gara |  | Non partito |  | Squalificato |

| Risultati finali | Risultati finali     | Risultati finali | Risultati finali | Risultati finali | Risultati finali | Risultati finali | Risultati finali | Risultati finali | Risultati finali | Risultati finali | Risultati finali | Risultati finali | Risultati finali | Risultati finali | Risultati finali | Risultati finali | Risultati finali | Risultati finali | Risultati finali | Risultati finali | Risultati finali | Risultati finali |
|                  | Driver               | Round 1          | Round 1          | Round 2          | Round 2          | Round 3          | Round 3          | Round 4          | Round 4          | Round 5          | Round 5          | Round 6          | Round 6          | Round 7          | Round 7          | Round 8          | Round 8          | Round 9          | Round 9          | Round 10         | Round 10         | Punti            |
| ---------------- | -------------------- | ---------------- | ---------------- | ---------------- | ---------------- | ---------------- | ---------------- | ---------------- | ---------------- | ---------------- | ---------------- | ---------------- | ---------------- | ---------------- | ---------------- | ---------------- | ---------------- | ---------------- | ---------------- | ---------------- | ---------------- | ---------------- |
| 1                | Romain Grosjean      | 5                | 1                | 1                | DNF              | 1                | DNF              | 2                | 6                | 1                | 2                | 1                | 3                | 5                | 2                | 8                | DSQ              | 1                | 5                | 2                | 3                | 106              |
| 2                | Sebastien Buemi      | 1                | 3                | 7                | 2                | 2                | 2                | 3                | 19               | 3                | 5                | 3                | 2                | 2                | 3                | DNF              | 6                | 4                | 1                | 5                | 1                | 95               |
| 3                | Nicolas Hülkenberg   | 2                | 7                | 4                | 6                | DNF              | 1                | DNF              | 14               | 21               | 14               | 6                | 1                | 1                | 4                | 2                | 8                | 3                | 3                | 1                | 7                | 72               |
| 4                | Kamui Kobayashi      | 10               | 10               | 3                | 3                | 8                | DNF              | 1                | 9                | 2                | 4                | 2                | 17               | 11               | DNF              | 19               | DNF              | 2                | 2                | 4                | DNF              | 59               |
| 5                | James Jakes          | 11               | 5                | 2                | 8                | 6                | 5                | 6                | 1                | 4                | DNF              | 8                | 6                | 4                | 7                | 4                | 7                | 18               | DNF              | 21               | DNF              | 42               |
| 6                | Yelmer Buurman       | 8                | 2                | 6                | 4                | 7                | 4                | 7                | 3                | 15               | 6                | 7                | 16               | 15               | 6                | DNF              | 11               | 5                | 7                | 3                | 4                | 40               |
| 7                | Franck Mailleux      | 3                | 6                | DNF              | DNF              | 14               | 8                | 5                | 4                | 6                | 1                | 5                | 11               | 10               | 20               | 5                | 3                | 7                | 18               | 11               | 6                | 38               |
| 8                | Edoardo Mortara      | 6                | 8                | 8                | 1                | 3                | DNF              | 16               | 12               | 9                | 18               | 14               | 9                | 22               | 11               | 1                | DNF              | 6                | 8                | 6                | 2                | 37               |
| 9                | Tom Dillmann         | DNS              | DNS              | 10               | 9                | 4                | 3                | 9                | DNF              | DNF              | 8                | 18               | 4                | 13               | DNF              | 3                | 2                | DNF              | 19               | 17               | 14               | 23               |
| 10               | Jean Karl Vernay     | 7                | 4                | 16               | 12               | 5                | DNF              | 8                | 2                | 5                | DNF              | DNF              | 7                | 12               | 10               | DNF              | DNF              | 8                | 4                | 10               | DNF              | 23               |
| 11               | Renger van der Zande | 4                | 21               | 13               | DNF              | DNF              | DNF              | 12               | 8                | 8                | 3                | 9                | 5                | 19               | 8                | 6                | 1                | 16               | 14               | DNF              | 11               | 21               |
| 12               | Yann Clairay         | DNF              | 16               | 9                | 7                | 12               | 11               | 4                | 11               | 12               | 7                | 4                | 19               | DNF              | 21               | 9                | 14               | 9                | 6                | 7                | 8                | 13               |
| 13               | Dani Clos            | 9                | 9                | 11               | DNF              | DNF              | 10               | 11               | 10               | 7                | 11               | DNF              | DNF              | 6                | 5                | 12               | 4                | 12               | 10               | 8                | 5                | 13               |
| 14               | Harald Schlegelmilch | 12               | 11               | 12               | 11               | 10               | 9                | 14               | 13               | 16               | 13               | DNF              | 8                | 7                | 1                | 8                | 9                | 10               | 11               | 18               | 9                | 9                |
| 15               | Edoardo Piscopo      | 21               | 15               | 15               | 10               | DNF              | DNF              | 13               | DNF              | 14               | 9                | DNF              | 15               | 3                | DNF              | 7                | DNF              | 17               | 23               | 12               | 12               | 8                |
| 16               | Tim Sandtler         | 13               | 13               | 5                | 5                | 9                | DNF              | 10               | 5                | DNF              | 10               | 16               | 13               | DNF              | 13               | 10               | DNF              | 15               | 13               | 9                | 10               | 8                |
| 17               | Filip Salaquarda     | 20               | 12               | 14               | 17               | DSQ              | DSQ              | 17               | 15               | 13               | DNF              | 10               | 10               | 8                | 18               | 11               | 5                | 13               | 15               | 20               | 18               | 3                |
| 18               | Michael Patrizi      | 16               | 14               | 17               | 13               | 11               | 6                | 22               | 18               | 11               | DNF              | 11               | DNF              | 16               | 22               | 17               | DNF              | DNF              | 17               | DNF              | 13               | 1                |

| Classifica Team | Classifica Team        | Classifica Team  | Classifica Team |
|                 | Team                   | Team             | Punti           |
| --------------- | ---------------------- | ---------------- | --------------- |
| 1               | Francia (bandiera)     | ASM Formule 3    | 229             |
| 2               | Regno Unito (bandiera) | Manor Motorsport | 119             |
| 3               | Germania (bandiera)    | Mücke Motorsport | 104             |
| 4               | Francia (bandiera)     | Signature-Plus   | 94              |
| 5               | Italia (bandiera)      | Prema Powerteam  | 26              |
| 6               | Svizzera (bandiera)    | Jo Zeller Racing | 14              |
| 7               | Austria (bandiera)     | HS Technik       | 10              |
| 8               | Austria (bandiera)     | HBR Motorsport   | 4               |